# Anytime, Anyplace, Anywhere
Anytime, Anyplace, Anywhere je prvi studijski album sastava Rossington Collins Band. Najveći hit s albuma bila je pjesma "Don't Misunderstand Me". Album je dosegnuo zlatnu nakladu.

## Popis pjesama
1. "Prime Time" (Collins, Rossington, Krantz) – 4:06
2. "Three Times as Bad" (Collins, Krantz) – 6:04
3. "Don't Misunderstand Me" (Collins, Harwood, Krantz) – 3:58
4. "One Good Man" (Collins, Rossington, Krantz) – 4:40
5. "Opportunity" (Powell, Harwood, Krantz) – 4:34
6. "Getaway" (Powell, Krantz, Harwood) – 7:26
7. "Winners and Losers" (Rossington, Collins) – 5:10
8. "Misery Loves Company" (Rossington, Krantz) – 4:49
9. "Sometimes You Can Put It Out" (Harwood, Krantz, Rossington) – 5:44

## Izvođači
- Allen Collins - solo i ritam gitara
- Barry Lee Harwood - vodeća i ritam gitara, slide gitara, vokali
- Derek Hess - bubnjevi, udaraljke
- Dale Krantz - glavni vokal
- Billy Powell - klavijature
- Gary Rossington - solo i ritam gitara, slide gitara
- Leon Wilkeson - bas-gitara